# Vadu Izei
Vadu Izei è un comune della Romania di 2 923 abitanti, ubicato nel distretto di Maramureș, nella regione storica della Transilvania. 
Il comune è formato dall'unione di 2 villaggi: Vadu Izei e Valea Stejarului.